# Personnage récurrent

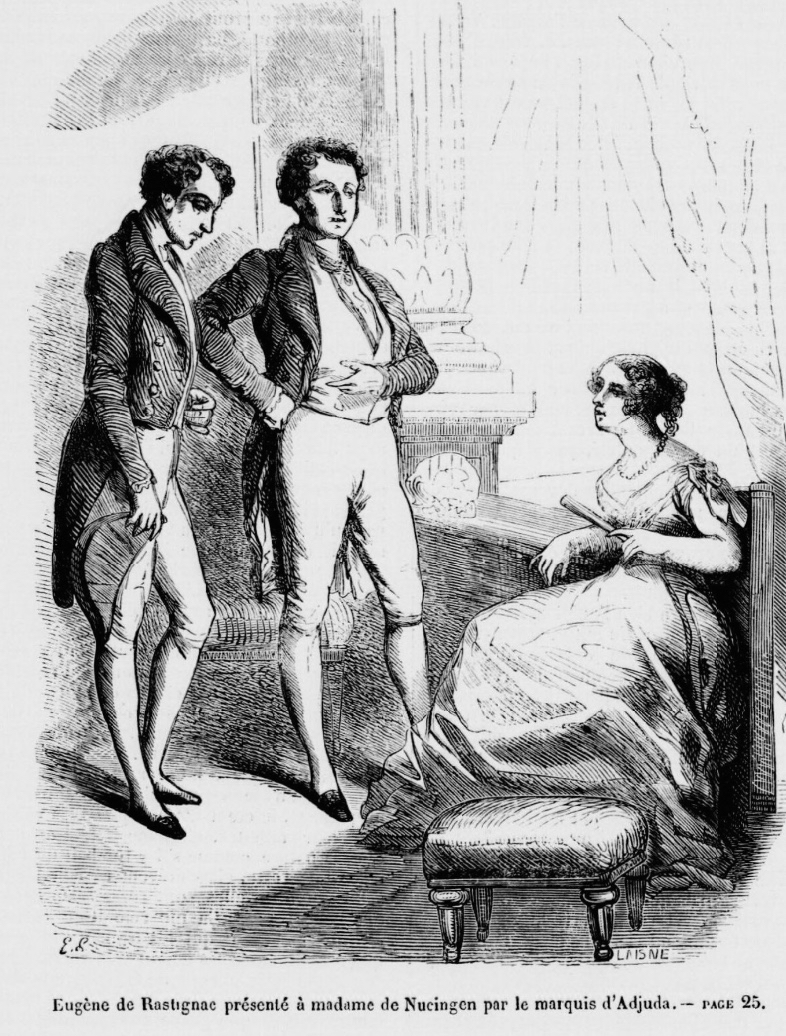
Eugène de Rastignac présenté à Madame de Nucingen : le premier personnage récurrent ?

Un personnage récurrent est un personnage qui, dans une série de romans ou de films, revient à plusieurs occasions.
Historiquement, le retour d'un personnage d'un livre à l'autre du même auteur a été noté chez plusieurs auteurs, notamment Chrétien de Troyes, François Rabelais, Madame de La Fayette ou Fenimore Cooper. C'est cependant Honoré de Balzac qui utilise ce procédé le premier de façon importante : ainsi, dans La Comédie humaine, près de 600 des 2500 personnages réapparaissent à plusieurs occasions dans l'œuvre : on les appelle à l'époque « personnages reparaissants »,. 
À l'époque contemporaine, le recours de personnages (qualifiés parfois de « héros ») récurrents se développe, non seulement chez le même auteur (par exemple chez Frédéric Dard ou Boileau-Narcejac), mais aussi parfois par « emprunt » d'un auteur à un autre.
Dans une série télévisée, le personnage récurrent, sans être un personnage régulier, revient à plusieurs reprises et n'est pas toujours crédité au générique.